# Parascopas atratus
Parascopas atratus är en insektsart som beskrevs av Ronderos 1982. Parascopas atratus ingår i släktet Parascopas och familjen gräshoppor. Inga underarter finns listade i Catalogue of Life.